# Aebutina
Aebutina binotata es una especie de araña araneomorfa de la familia Dictynidae. Es la única especie del género monotípico Aebutina.  

## Distribución
Es originaria de Brasil y Ecuador.